# ثيتا
ثيتا (باليونانية: θῆτα)‏ هو الحرف الثامن في الأبجدية الإغريقية، يأخذ الحرف شكلين، الكبير (Θ) والصغير (θ أو ϑ). ويستعمل الرمز «ثيتا» للتعبير عن الزوايا في المتطابقات المثلثية في الفيزياء.